# Sivatherium
Sivatherium är ett utdött släkte med giraffdjur som är känt från fossil påträffade i Asien (Indien, Tadzjikistan) och Afrika (Marocko, Tunisien, Tanzania, Kenya och Sydafrika). De tidigaste kända fossila lämningarna efter släktet dateras till slutet på Miocen, medan de flesta lämningarna härrör från Pliocen och Pleistocen. Det är inte helt klarlagt när Sivatherium dog ut. Enligt ursprungliga uppskattningar försvann släktet för cirka en miljon år sedan på grund av klimatförändringar. 
Det har emellertid spekulerats att Sivatherium skulle ha överlevt betydligt längre fram i tiden: grottmålningar vid Tassili n'Ajjer i Algeriet avbildar djur som liknar Sivatherium, och vid en utgrävning år 1930 av en sumerisk boplats i Irak hittades en ring av koppar dom tros ha suttit på en häststridsvagn omkring 3000-2500 år f.Kr. På ringen finns ett djur avbildat som först antogs vara en hjort, men den amerikanska paleontologen Edwin H. Colbert skall ha tyckt att djuret mer liknar en Sivatherium.

## Beskrivning

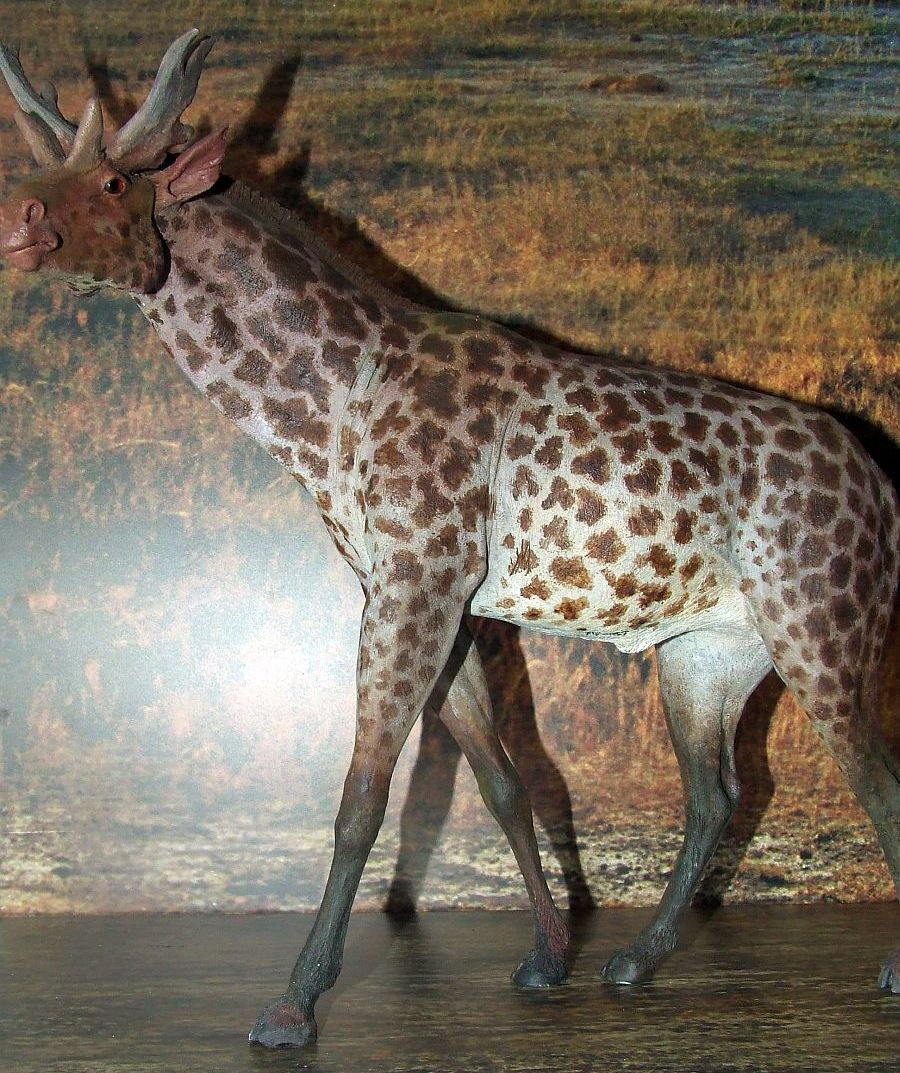
Modell av Sivatherium.

Sivatherium var ett förhållandevis stort giraffdjur som hade en mankhöjd på upp till 2,2 meter och en uppskattad kroppsvikt på omkring 1,2 ton. Till det yttre tros den ha påmint om en nutida okapi eller älg. De främre extremiteterna var lite längre än bakbenen. Sivatherium hade ett par små, spetsiga horn över ögonen och ett par större och mer skovelformade horn på huvudets topp som liknade dem hos vissa hjortdjur.
Forskare tror att Sivatherium var mer anpassad att äta gräs än vad som är fallet med dagens okapi och giraff.